# Поляков, Илья Лазаревич
Илья Лазаревич Поляков (Эли де Поляков) (1870, Харьков — 1942) — российский конник. Участник летних Олимпийских игр 1900 года. Первый российский спортсмен, выступивший на Олимпийских играх.

## Биография
Илья Поляков родился в 1870 году в Харькове.
В 1896 году окончил Демидовский юридический лицей в Ярославле.
Выступал в конном спорте, считался одним из лучших спортсменов Парижа.
В 1900 году вошёл в состав сборной России на летних Олимпийских играх в Париже. В комбинированных охотничьих упражнениях в верховой езде с седлом (движение шагом, рысью, аллюром и галопом и прыжки через два низких забора) не попал в четвёрку лучших. В соревнованиях почтовых экипажей, запряжённых четырьмя лошадями, также не попал в число четырёх лучших.
Поляков был первым российским спортсменом, выступившим на Олимпийских играх: он участвовал в комбинированных охотничьих упражнениях в верховой езде с седлом 31 мая 1900 года, тогда как конник Владимир Орлов стартовал на соревнованиях 2 июня, фехтовальщики Юлиан Мишо и Пётр Заковорот — 23 июня, велогонщик Алексей Бутылкин — 9 сентября.
Примерно в 1900 году живший в Париже Поляков, приобрел на острове Святой Елены (Нормандия) участок площадью 2 га, включающий хозяйственный дом, сад и несколько хозяйственных построек, в том числе две бывшие водяные мельницы. Мельницы он преобразовал в гидроэлектростанцию. Вырабатываемая электроэнергия использовалась для бытовых нужд барона Полякова. Участком владел до своей смерти в 1942 году.
Жил в Париже.
Умер в 1942 году, не оставив прямых потомков.

## Семья
Отец — Лазарь Соломонович Поляков (1842—1914), банкир.
Мать — Розалия Павловна Полякова (в девичестве Выдрина).
Имел 11 братьев и сестёр.
Двоюродный племянник — Виктор Лазаревич Поляков (1881—1906), поэт.